# مؤمن آل فرعون (حزقيل)
مؤمن آل فرعون أو حزقيل بن صبورا، هو رجل من آل فرعون حسب النص القرآني -أي من عشيرته- وينقل الطبرسي في (مجمع البيان) عن السدي ومقاتل بن سليمان أنهما قالا: " كان ابن عم فرعون. وكان أول من أمن بموسى، ولكنه كان يكتم إيمانه وقد أنزل الله تعالى في إيمانه آيات بينات في سورة قد سميت بسورة المؤمن -غافر- نسبة إليه وفيها يقول الله تعالى:﴿يَا قَوْمِ لَكُمُ الْمُلْكُ الْيَوْمَ ظَاهِرِينَ فِي الْأَرْضِ فَمَنْ يَنْصُرُنَا مِنْ بَأْسِ اللَّهِ إِنْ جَاءَنَا قَالَ فِرْعَوْنُ مَا أُرِيكُمْ إِلَّا مَا أَرَى وَمَا أَهْدِيكُمْ إِلَّا سَبِيلَ الرَّشَادِ ۝٢٩﴾.
(وَقَالَ رَجُلٌ مُّؤْمِنٌ مِّنْ آلِ فِرْعَوْنَ يَكْتُمُ إِيمَانَهُ أَتَقْتُلُونَ رَجُلًا أَن يَقُولَ رَبِّيَ اللَّهُ وَقَدْ جَاءَكُم بِالْبَيِّنَاتِ)؛ فهو من السابقين إلى الإيمان من قوم موسى عاش في آل فرعون، ولم يكن يؤول أمرُه إليه، بلْ آل إلى ربِّه بالطاعة. فآمن بالله ربَّاً، وكفر بفرعون. وأما امرأته فإنها ماشطة بنت فرعون وكانت مؤمنة من إماء الله الصالحات.

## من هو مؤمن آل فرعون
﴿وَقَالَ رَجُلٌ مُؤْمِنٌ مِنْ آلِ فِرْعَوْنَ يَكْتُمُ إِيمَانَهُ أَتَقْتُلُونَ رَجُلًا أَنْ يَقُولَ رَبِّيَ اللَّهُ وَقَدْ جَاءَكُمْ بِالْبَيِّنَاتِ مِنْ رَبِّكُمْ وَإِنْ يَكُ كَاذِبًا فَعَلَيْهِ كَذِبُهُ وَإِنْ يَكُ صَادِقًا يُصِبْكُمْ بَعْضُ الَّذِي يَعِدُكُمْ إِنَّ اللَّهَ لَا يَهْدِي مَنْ هُوَ مُسْرِفٌ كَذَّابٌ ۝٢٨﴾
1. حديثا: الرجل المؤمن من آل فرعون هو حسب أحدث التأويلات ابن فرعون موسى (أمنحوتب) والذي غير اسمه من (أمنحوتب الرابع) إلى «أخناتون» وتعني عبد اله الشمس وهو الذي دعا لعبادة الله الواحد ولما وجد مقاومة كبيره من كهنة المعبد الفرعوني قام برحلته المذكورة في القرآن صحبة زوجته «نفرتيتي».. والأدلة كثيرة على صحة هذا: أولا: لقد كان تدخله تدخلا قاهرا لكل العقول (فقد قال بمنعى: كيف تفترضون فقط انه كاذب فماذا لو كان صادق !! كيف ستقابلون من أرسله وقد قتلتم رسوله..؟!) ما كان لفرعون المتغطرس الجبار إلا أن ينكل به وكذلك هامان الذي صمت ولم يعقب على هذه الحجة الدامغة بسبب أنه لا يملك الصلاحية للرد على ابن فرعون وريث العرش وكذلك موقف فرعون نفسه موقف التجاهل فقط لما سمع بقوله (ما أريكم إلا ما أرى..) وهذا لا يكون إلا موقف أب محب لابنه ولو كان قريبا فقط من فرعون باستثناء ابنه المحبوب هل كان ليسكت هامان على قوله ! / *ثانيا: الملاحظ من قصة ذو القرنين الواردة بالقرآن في سورة الكهف يلاحظ دون شك أن ذو القرنين رجل مؤمن صالح ولكن ليس نبي (فلو كان نبيا لذكر على هذا الأساس) فمن أين نهل كل تلك العلوم والمعارف الصحيحة ما لم تكن من الحضارة الفرعونية ومن موسى (عليه السلام) وقد تربى معه بمثابة أخيه في قصر فرعون نفسه.. وهو أيضا ما يفسر سبب اقتراح القوم عليه بأن يجعل لهم سدا بينهم وبين يأجوج ومأجوج، فاقتراحهم هذا دليل على انهم سمعوه منه ولم تكن لهم أية دراية بكيفية إنشاء السدود وهو من حدثهم بالإنجازات الفرعونية وكيف كانوا ينشئون السدود، ولذلك لما صحح لهم اقتراحهم ببناء ردما وليس سدا واختار زبر الحديد لبنائه وليست الحجارة لأن الحجارة ممكن اختراقها بالثقب والمرور من فوقها ولذلك نجد الآية الكريمة تعبر تماما عما حدث: (فَمَا اسْطَاعُوا أَنْ يَظْهَرُوهُ وَمَا اسْتَطَاعُوا لَهُ نَقْبًا (الكهف / 97). يظهروه يعني يمروا من فوقه، فَمَا اسْطَاعُوا لأن زبر الحديد وضعت بشكل مؤذي جدا لمن يحاول تخطيها، ولم يحاولوا وهو عكس النقب، وذلك هو الفرق بين «اسْطَاعُوا» و «اسْتَطَاعُوا» فقد حاولوا نقبه ولم يحاولوا المرور من فوقه لما كان واضحا جليا من استحالة ذلك.
2. قديما، قال ابن كثير: المشهور أن هذا الرجل المؤمن كان قبطياً من آل فرعون، قال السدي: كان ابن عم فرعون، ويقال إنه الذي نجا مع موسى عليه الصلاة والسلام، واختاره ابن جرير ورد قول من ذهب إلى أنه كان إسرائيلياً لأن فرعون انفعل لكلامه واستمعه وكف عن قتل موسى عليه السلام، ولو كان إسرائيلياً لأوشك أن يعاجل بالعقوبة لأنه منهم وقال ابن جريج عن ابن عباس رضي الله عنهما لم يؤمن من آل فرعون سوى هذا الرجل وامرأة فرعون والذي قال:﴿وَجَاءَ رَجُلٌ مِنْ أَقْصَى الْمَدِينَةِ يَسْعَى قَالَ يَا مُوسَى إِنَّ الْمَلَأَ يَأْتَمِرُونَ بِكَ لِيَقْتُلُوكَ فَاخْرُجْ إِنِّي لَكَ مِنَ النَّاصِحِينَ ۝٢٠﴾[ج]، رواه ابن أبي حاتم.[1]

وقد كان هذا الرجل يكتم إيمانه عن قومه القبط فلم يظهر إلا هذا اليوم حين قال فرعون: ﴿وَقَالَ فِرْعَوْنُ ذَرُونِي أَقْتُلْ مُوسَى وَلْيَدْعُ رَبَّهُ إِنِّي أَخَافُ أَنْ يُبَدِّلَ دِينَكُمْ أَوْ أَنْ يُظْهِرَ فِي الْأَرْضِ الْفَسَادَ ۝٢٦﴾ [غافر:26]، فأخذت الرجل غضبة لله عز وجل؛ تفسير ابن كثير.

## موقفه من آل فرعون
كادت فكرة فرعون أن تحصل على التصديق لولا رجل من آل فرعون رجل من رجال الدولة الكبار لا يذكر القرآن الكريم الكريم اسمه لأن اسمه لا يهم لم يذكر صفته أيضا لأن صفته لا تعني شيئا إنما ذكر القرآن أنه رجل مؤمن. ذكره بالصفة التي لا قيمة لأي صفة بعدها تحدث هذا الرجل المؤمن وكان (يَكْتُمُ إِيمَانَهُ) تحدث في الاجتماع الذي طرحت فيه فكرة قتل موسى وأثبت عقم الفكرة وسطحيتها قال إن موسى لم يقل أكثر من أن الله ربه وجاء بعد ذلك بالأدلة الواضحة على كونه رسولا وهناك احتمالان لا ثالث لهما أن يكون موسى كاذبا أو يكون صادقا فإذا كان كاذبا (فَعَلَيْهِ كَذِبُهُ)  وهو لم يقل ولم يفعل ما يستوجب قتله وإذا كان صادقا وقتلناه، فما هو الضمان من نجاتنا من العذاب الذي يعدنا به تحدث المؤمن الذي يكتم إيمانه فقال لقومه إننا اليوم في مراكز الحكم والقوة من ينصرنا من بأس الله إذا جاء ومن ينقذنا من عقوبته إذا حلت إن إسرافنا وكذبنا قد يضيعاننا.
وبدت كلماته مقنعة إنه رجل ليس متهما في ولائه لفرعون وهو ليس من أتباع موسى والمفروض أنه يتكلم بدافع الحرص على عرش الفرعون ولا شيء يسقط العروش كالكذب والإسراف وقتل الأبرياء.
ومن هذا الموضع استمدت كلمات الرجل المؤمن قوتها. بالنسبة إلى فرعون ووزرائه ورجاله. ورغم أن فرعون وجد فكرته في قتل موسى، صريعة على المائدة. رغم تخويف الرجل المؤمن لفرعون. رغم ذلك قال الفرعون كلمته التاريخية التي ذهبت مثلا بعده لكل الطغاة: (قَالَ فِرْعَوْنُ مَا أُرِيكُمْ إِلَّا مَا أَرَى وَمَا أَهْدِيكُمْ إِلَّا سَبِيلَ الرَّشَادِ).
هذه كلمة الطغاة دائما حين يواجهون شعوبهم (مَا أُرِيكُمْ إِلَّا مَا أَرَى). هذا رأينا الخاص، وهو رأي يهديكم سبيل الرشاد. وكل رأي غيره خاطئ. وينبغي الوقوف ضده واستئصاله.
لم تتوقف المناقشة عند هذا الحد. قال فرعون كلمته ولكنه لم يقنع بها الرجل المؤمن. وعاد الرجل المؤمن يتحدث وأحضر لهم أدلة من التاريخ، أدلة كافية على صدق موسى. وحذّرهم من المساس به.
لقد سبقتهم أمم كفرت برسلها، فأهلكها الله: قوم نوح، قوم عاد، قوم ثمود.
ثم ذكّرهم بتاريخ مصر نفسه. ذكّرهم بيوسف عليه السلام حين جاء بالبينات، فشك فيه الناس ثم آمنوا به بعد أن كادت النجاة تفلت منهم، ما الغرابة في إرسال الله للرسل؟ إن التاريخ القديم ينبغي أن يكون موضع نظر. لقد انتصرت القلة المؤمنة حين أصبحت مؤمنة على الكثرة الكافرة. وسحق الله تعالى الكافرين. أغرقهم بالطوفان، وصعقهم بالصرخة. أو خسف بهم الأرض. ماذا ننتظر إذن؟ ومن أين نعلم أن وقوفنا وراء الفرعون لن يضيعنا ويهلكنا جميعا كان حديث الرجل المؤمن ينطوي على عديد من التحذيرات المخيفة. ويبدو أنه أقنع الحاضرين بأن فكرة قتل موسى فكرة غير مأمونة العواقب. وبالتالي فلا داعي لها.
إلا أن الطاغية فرعون حاول مرة أخرى المحاورة والتمويه، كي لا يواجه الحق جهرة، ولا يعترف بدعوة الوحدانية التي تهز عرشه. وبعيد عن احتمال أن يكون هذا فهم فرعون وإدراكه. فطلب أن يبنى له بناء عظيم، يصعد عليه ليرى إله موسى الذي يدعيه. وبعيدا أن يكون جادا في البحث عن إله موسى على هذا النحو المادي الساذج. وقد بلغ فراعنة مصر من الثقافة حدا يبعد معه هذا التصور. وإنما هو الاستهتار والسخرية من جهة. والتظاهر بالإنصاف والتثبت من جهة أخرى.
بعد هذا الاستهتار، وهذا الإصرار، ألقى الرجل المؤمن كلمته الأخيرة مدوية صريحة: ﴿وَقَالَ الَّذِي آمَنَ يَا قَوْمِ اتَّبِعُونِ أَهْدِكُمْ سَبِيلَ الرَّشَادِ ۝٣٨ يَا قَوْمِ إِنَّمَا هَذِهِ الْحَيَاةُ الدُّنْيَا مَتَاعٌ وَإِنَّ الْآخِرَةَ هِيَ دَارُ الْقَرَارِ ۝٣٩ مَنْ عَمِلَ سَيِّئَةً فَلَا يُجْزَى إِلَّا مِثْلَهَا وَمَنْ عَمِلَ صَالِحًا مِنْ ذَكَرٍ أَوْ أُنْثَى وَهُوَ مُؤْمِنٌ فَأُولَئِكَ يَدْخُلُونَ الْجَنَّةَ يُرْزَقُونَ فِيهَا بِغَيْرِ حِسَابٍ ۝٤٠ وَيَا قَوْمِ مَا لِي أَدْعُوكُمْ إِلَى النَّجَاةِ وَتَدْعُونَنِي إِلَى النَّارِ ۝٤١ تَدْعُونَنِي لِأَكْفُرَ بِاللَّهِ وَأُشْرِكَ بِهِ مَا لَيْسَ لِي بِهِ عِلْمٌ وَأَنَا أَدْعُوكُمْ إِلَى الْعَزِيزِ الْغَفَّارِ ۝٤٢ لَا جَرَمَ أَنَّمَا تَدْعُونَنِي إِلَيْهِ لَيْسَ لَهُ دَعْوَةٌ فِي الدُّنْيَا وَلَا فِي الْآخِرَةِ وَأَنَّ مَرَدَّنَا إِلَى اللَّهِ وَأَنَّ الْمُسْرِفِينَ هُمْ أَصْحَابُ النَّارِ ۝٤٣ فَسَتَذْكُرُونَ مَا أَقُولُ لَكُمْ وَأُفَوِّضُ أَمْرِي إِلَى اللَّهِ إِنَّ اللَّهَ بَصِيرٌ بِالْعِبَادِ ۝٤٤﴾.
أنهى الرجل المؤمن حديثه بهذه الكلمات الشجاعة. بعدها انصرف. انصرف فتحول الجالسون من موسى إليه. بدءوا يمكرون للرجل المؤمن. بدءوا يتحدثون عما صدر منه. فتدخلت عناية الله تعالى (فَوَقَاهُ اللَّهُ سَيِّئَاتِ مَا مَكَرُوا وَحَاقَ بِآلِ فِرْعَوْنَ سُوءُ الْعَذَابِ)  وأنجته من فرعون وجنوده.

## وقفات

### الوقفة الأولى
يقول ابن كثير: (ولا أعظم من هذه الكلمة عند فرعون وهي قوله:﴿وَقَالَ رَجُلٌ مُؤْمِنٌ مِنْ آلِ فِرْعَوْنَ يَكْتُمُ إِيمَانَهُ أَتَقْتُلُونَ رَجُلًا أَنْ يَقُولَ رَبِّيَ اللَّهُ وَقَدْ جَاءَكُمْ بِالْبَيِّنَاتِ مِنْ رَبِّكُمْ وَإِنْ يَكُ كَاذِبًا فَعَلَيْهِ كَذِبُهُ وَإِنْ يَكُ صَادِقًا يُصِبْكُمْ بَعْضُ الَّذِي يَعِدُكُمْ إِنَّ اللَّهَ لَا يَهْدِي مَنْ هُوَ مُسْرِفٌ كَذَّابٌ ۝٢٨﴾، اللهم إلا ما رواه البخاري في صحيحه عن عروة بن الزبير رضي الله تعالى عنهما قال قلت لعبد الله بن عمرو بن العاص رضي الله عنهما أخبرني بأشد شيء صنعه المشركون برسول الله ﷺ قال: «بينما رسول الله صلى الله عليه وسلم يصلي بفناء الكعبة إذ أقبل عقبة بن أبي معيط فأخذ بمنكب رسول الله صلى الله عليه وسلم ولوى ثوبه في عنقه فخنقه خنقاً شديداً فأقبل أبو بكر رضي الله عنه فأخذ بمنكبه ودفعه عن النبي صلى الله عليه وسلم ثم قال: {أَتَقْتُلُونَ رَجُلًا أَن يَقُولَ رَبِّيَ اللَّـهُ وَقَدْ جَاءَكُم بِالْبَيِّنَاتِ مِن رَّبِّكُمْ}» (انفرد به البخاري))؛ تفسير ابن كثير (79/4)، فإنه «أفضل الجهاد كلمة حق عند سلطان جائر» كما في الحديث.

### الوقفة الثانية
الأمر بالمعروف والنهي عن المنكر من الدين يقول الله عز وجل في صفة نبيه  :﴿الَّذِينَ يَتَّبِعُونَ الرَّسُولَ النَّبِيَّ الْأُمِّيَّ الَّذِي يَجِدُونَهُ مَكْتُوبًا عِنْدَهُمْ فِي التَّوْرَاةِ وَالْإِنْجِيلِ يَأْمُرُهُمْ بِالْمَعْرُوفِ وَيَنْهَاهُمْ عَنِ الْمُنْكَرِ وَيُحِلُّ لَهُمُ الطَّيِّبَاتِ وَيُحَرِّمُ عَلَيْهِمُ الْخَبَائِثَ وَيَضَعُ عَنْهُمْ إِصْرَهُمْ وَالْأَغْلَالَ الَّتِي كَانَتْ عَلَيْهِمْ فَالَّذِينَ آمَنُوا بِهِ وَعَزَّرُوهُ وَنَصَرُوهُ وَاتَّبَعُوا النُّورَ الَّذِي أُنْزِلَ مَعَهُ أُولَئِكَ هُمُ الْمُفْلِحُونَ ۝١٥٧﴾. وقال  «الإسلام ثمانية أسهم الإسلام سهم والصلاة سهم والزكاة سهم وحج البيت سهم والجهاد سهم والصيام سهم والأمر بالمعروف سهم والنهي عن المنكر سهم والجهاد في سبيل الله سهم وقد خاب من لا سهم له» الراوي: حذيفة بن اليمان (المحدث: -المصدر: مجمع الزوائد ومنبع الفوائد- الصفحة أو الرقم:1/43، خلاصة حكم المحدث: فيه يزيد بن عطاء وثقه أحمد وغيره وضعفه جماعة وبقية رجاله ثقات).
وروي أن رجلا جاء إلى عمر  فقال: إني أعمل بأعمال الخير كلها إلا خصلتين، قال وما هما؟، قال: لا أمر بالمعروف ولا أنهى عن منكر، فقال عمر رضي الله عنه: (لقد طمست سهمين من سهام الإسلام إن شاء الله غفر لك وإن شاء عذبك).

### الوقفة الثالثة
الاستطاعة في الأمر بالمعروف والنهي عن المنكر نسبية، ولا تلغي وجوبهما ومن الثابت أن الأمر بالمعروف والنهي عن المنكر واجب على كل مسلم ومناط الوجوب هوالقدرة والاستطاعة والإمكان قال الله عز وجل: ﴿فَاتَّقُوا اللَّهَ مَا اسْتَطَعْتُمْ وَاسْمَعُوا وَأَطِيعُوا وَأَنْفِقُوا خَيْرًا لِأَنْفُسِكُمْ وَمَنْ يُوقَ شُحَّ نَفْسِهِ فَأُولَئِكَ هُمُ الْمُفْلِحُونَ ۝١٦﴾، يقول عليه الصلاة والسلام: «فإذا أمرتُكم بشيٍء فأتوا منهُ ما استطعتم وإذا نهيتُكم عن شيٍء فدعوهُ» الراوي: أبوهريرة، (المحدث: مسلم -المصدر: صحيح مسلم- الصفحة أو الرقم: 1337 خلاصة حكم المحدث: صحيح).
وعلى هذا فكل مسلم عليه من وجوب الأمر والنهي ما يناسب قدرته ولا يسقط هذا الواجب بأي حال أو وجه وكل على حسب حاله فالمديرة والأم والأخت كبيرة عليهم من هذا الواجب وأدنى مراتب الإنكار هي ما يكون في القلب.

### الوقفة الرابعة
فن الحوار مع فرعون: فمؤمن آل فرعون يحاور هذا الجبار ويقول: ﴿وَقَالَ رَجُلٌ مُؤْمِنٌ مِنْ آلِ فِرْعَوْنَ يَكْتُمُ إِيمَانَهُ أَتَقْتُلُونَ رَجُلًا أَنْ يَقُولَ رَبِّيَ اللَّهُ وَقَدْ جَاءَكُمْ بِالْبَيِّنَاتِ مِنْ رَبِّكُمْ وَإِنْ يَكُ كَاذِبًا فَعَلَيْهِ كَذِبُهُ وَإِنْ يَكُ صَادِقًا يُصِبْكُمْ بَعْضُ الَّذِي يَعِدُكُمْ إِنَّ اللَّهَ لَا يَهْدِي مَنْ هُوَ مُسْرِفٌ كَذَّابٌ ۝٢٨﴾، يقول الشيخ السعدي في تفسيره: (فقال لك الرجل المؤمن الموفق العاقل الحازم: مقبحا فعل قومه، وشناعة ما عزموا عليه {أَتَقْتُلُونَ رَجُلًا أَن يَقُولَ رَبِّيَ اللَّـهُ} أي كيف تستحلون قتله، وهذا ذنبه وجرمه، أن يقول ربي الله، ولم يكن أيضا قولا مجردا عن البيان ولهذا قال: {وَقَدْ جَاءَكُم بِالْبَيِّنَاتِ مِن رَّبِّكُمْ} لأنه بينته اشتهرت عندهم اشتهارا علم به الصغير والكبير أي: فهذا لا يوجب قتله..... ثم قال لهم مقالة عقلية، تقنع كل عاقل بأي حال قدرت فقال: {وإن يك كاذبا فعليه كذبه وإن يك صادقا يصبكم بعض الذي يعدكم} أي موسى بين الأمرين إما كاذب في دعواه أو صادقا فيها فأن كان كاذبا فكذبه عليه وضرره مختص به، وليس عليكم في ذلك ضرر.. وإن كان صادقا وقد جاءكم بالبينات وأخبركم أنكم إن لم تجيبوه عذبكم الله عذابا في الدنيا والآخرة، فإنه لابد أن يصيبكم بعض الذي يعدكم.. وهذا من حسن عقله ولطف دفعه عن موسى، حيث أتى بهذا الجواب الذي لا تشويش فيه عليهم، وجعل الأمر دائر بين تلك الحالتين وعلى تقدير فقتله سفه وجهل منكم)؛ تفسير السعدي (360/4).

### الوقفة الخامسة
عدم إنكار المنكر سبب لنزول العذاب يقول مؤمن آل فرعون: ﴿يَا قَوْمِ لَكُمُ الْمُلْكُ الْيَوْمَ ظَاهِرِينَ فِي الْأَرْضِ فَمَنْ يَنْصُرُنَا مِنْ بَأْسِ اللَّهِ إِنْ جَاءَنَا قَالَ فِرْعَوْنُ مَا أُرِيكُمْ إِلَّا مَا أَرَى وَمَا أَهْدِيكُمْ إِلَّا سَبِيلَ الرَّشَادِ ۝٢٩﴾ قال ابن كثير: (قال المؤمن محذرا قومه زوال نعمة الله عنهم وحلول نقمة الله بهم: {يا قَوْمِ لَكُمُ الْمُلْكُ الْيَوْمَ ظَاهِرِينَ فِي الأَرْضِ}، أي: قد أنعم الله عليكم بهذا الملك والظهور في الأرض بالكلمة النافذة والجاه العريض، فراعوا هذه النعمة بشكر الله، وتصديق رسوله ﷺ واحذروا نقمة الله إن كذبتم رسوله، {فَمَن يَنصُرُنَا مِن بَأْسِ اللَّهِ إِنْ جَاءَنَا}، أي: لا تغني عنكم هذه الجنود وهذه العساكر، ولا ترد عنا شيئا من بأس الله إن أرادنا بسوء) تفسير ابن كثير (80/4).

### الوقفة الأخيرة
إن التوكل فضل عظيم وأجره كبير في الدنيا والآخرة فهذا مؤمن آل فرعون يقول في ختام حواره مع فرعون وقومه في قوله تعالى: ﴿فَسَتَذْكُرُونَ مَا أَقُولُ لَكُمْ وَأُفَوِّضُ أَمْرِي إِلَى اللَّهِ إِنَّ اللَّهَ بَصِيرٌ بِالْعِبَادِ ۝٤٤ فَوَقَاهُ اللَّهُ سَيِّئَاتِ مَا مَكَرُوا وَحَاقَ بِآلِ فِرْعَوْنَ سُوءُ الْعَذَابِ ۝٤٥﴾، التحقيق الذي لا شك فيه أن هذا الكلام من كلام مؤمن آل فرعون الذي ذكره الله تبارك وتعالى عنه.
وقوله: {فَسَتَذْكُرُونَ مَا أَقُولُ لَكُمْ}، يعني أنهم يوم القيامة يعلمون صحة ما كان يقول لهم، ويذكرون نصيحته، فيندمون حيث لا ينفع الندم، والآيات الدالة على مثل هذا من أن الكفار تنكشف لهم يوم القيامة الحقائق الكثيرة من ما كانوا يكذبون به في الحياة الدنيا.
وقوله تبارك وتعالى في هذه الآية الكريمة:﴿فَوَقَاهُ اللَّهُ سَيِّئَاتِ مَا مَكَرُوا وَحَاقَ بِآلِ فِرْعَوْنَ سُوءُ الْعَذَابِ ۝٤٥﴾، دليل واضح على أن التوكل الصادق على الله، وتفويض الأمور إليه سبب للحفظ والوقاية من كل سوء، وقد تقرر في الأصول أن الفاء من حروف التعليل، كقولهم: سها فسجد، أي: سجد لعلة سهوه، وسرق فقطعت يده، أي: لعلة سرقته، كما قدمناه مرارا. وما تضمنته هذه الآية الكريمة، من كون التوكل على الله سببا للحفظ، والوقاية من السوء، جاء مبينا في آيات أخرى، كقوله تعالى: ﴿فَإِذَا بَلَغْنَ أَجَلَهُنَّ فَأَمْسِكُوهُنَّ بِمَعْرُوفٍ أَوْ فَارِقُوهُنَّ بِمَعْرُوفٍ وَأَشْهِدُوا ذَوَيْ عَدْلٍ مِنْكُمْ وَأَقِيمُوا الشَّهَادَةَ لِلَّهِ ذَلِكُمْ يُوعَظُ بِهِ مَنْ كَانَ يُؤْمِنُ بِاللَّهِ وَالْيَوْمِ الْآخِرِ وَمَنْ يَتَّقِ اللَّهَ يَجْعَلْ لَهُ مَخْرَجًا ۝٢ وَيَرْزُقْهُ مِنْ حَيْثُ لَا يَحْتَسِبُ وَمَنْ يَتَوَكَّلْ عَلَى اللَّهِ فَهُوَ حَسْبُهُ إِنَّ اللَّهَ بَالِغُ أَمْرِهِ قَدْ جَعَلَ اللَّهُ لِكُلِّ شَيْءٍ قَدْرًا ۝٣﴾.
فقد دلت هذه الآية الكريمة، على أن فرعون وقومه أرادوا أن يمكروا بهذا المؤمن الكريم وأن الله وقاه، أي حفظه ونجاه، من مكائد وأضرار مكرهم وشدائده بسبب توكله على الحي الذي لا يموت الرحمن الرحيم الله تبارك وتعالى، وتفويضه أمره إليه.
وبعض العلماء يقول: نجاه الله منهم مع موسى وقومه، وبعضهم يقول: صعد جبلا فأعجزهم الله عنه ونجاه منهم، وكل هذا لا دليل عليه، وغاية ما دل عليه القرآن أن الله وقاه سيئات مكرهم، أي حفظه ونجاه منها.
وقوله تعالى في هذه الآية الكريمة: {وَحَاقَ بِآلِ فِرْعَوْنَ سُوءُ الْعَذَابِ} معناه: أنهم لما أرادوا أن يمكروا بهذا المؤمن وقاه الله مكرهم، ورد العاقبة السيئة عليهم، فرد سوء مكرهم إليهم، فكان المؤمن المذكور ناجيا في الدنيا والآخرة، وكان فرعون وقومه هالكين في الدنيا والآخرة وما لهم في البرزخ من خلاص ﴿وَلَقَدْ أَرْسَلْنَا مُوسَى بِآيَاتِنَا وَسُلْطَانٍ مُبِينٍ ۝٩٦ إِلَى فِرْعَوْنَ وَمَلَئِهِ فَاتَّبَعُوا أَمْرَ فِرْعَوْنَ وَمَا أَمْرُ فِرْعَوْنَ بِرَشِيدٍ ۝٩٧ يَقْدُمُ قَوْمَهُ يَوْمَ الْقِيَامَةِ فَأَوْرَدَهُمُ النَّارَ وَبِئْسَ الْوِرْدُ الْمَوْرُودُ ۝٩٨ وَأُتْبِعُوا فِي هَذِهِ لَعْنَةً وَيَوْمَ الْقِيَامَةِ بِئْسَ الرِّفْدُ الْمَرْفُودُ ۝٩٩﴾.

## زوجته ماشطة آل فرعون
زوجة حزقيل -مؤمن آل فرعون- تدعى ماشطة بنات فرعون وكانت مؤمنة من إماء الله الصالحات إلا أنها كانت مع بنات فرعون تخدمهن وكان من قصتها ما رواه الثعلبي بالأسانيد عن سعيد بن جبير عن ابن عباس ان رسول الله ﷺ قال: " لما أسري بي إلى السماء مررت برائحة طيبة فقلت لجبرئيل ما هذه الرائحة فقال: رائحة ماشطة آل فرعون وأولادها كانت تمشط ذات يوم بنت فرعون فوقع المشط من يدها فقالت: بسم الله. فقالت بنت فرعون. أبي قالت: لا بل ربي ورب أبيك. فقالت لها لأخبرن بذلك أبي. فلما أخبرته، دعا بها وبولدها، وقال لها. من ربك ؟ فقالت: إن ربي وربك الله، فأمر بتنور من نحاس فأحمي وأمر بها وبولدها أن يلقوا فيه، فقالت له: إن لي إليك حاجة، فقال: وما هي ؟ قالت: تجمع عظامي وعظام ولدي فتدفنها. قال: لك ذلك لما لك علينا من الحق ثم أمر بأولادها فالقوا قبلها واحدا واحدا في التنور حتى كان آخر أولادها ولدا صبيا رضيعا - فأنطقه الله قبل أوان نطقه - فقال: اصبري يا أماه فإنك على الحق وألقيت في التنور مع ولدها.

## حاشية
1. ↑  سورة غافر، الآية 29
2. ↑  سورة غافر، الآية 28
3. ↑  سورة القصص، الآية 20
4. ↑  سورة غافر، الآية 26
5. ↑  سورة غافر، الآية 38-44
6. ↑  سورة غافر، الآية 28
7. ↑  سورة الأعراف، الآية 157
8. ↑  سورة التغابن، الآية 16
9. ↑  سورة غافر، الآية 28
10. ↑  سورة غافر، الآية 29
11. ↑  سورة غافر، الآية 44-45
12. ↑  سورة غافر، الآية 45
13. ↑  سورة الطلاق، الآية 2-3
14. ↑  سورة هود، الآية 96-99